# 聖安東尼奧德弗洛雷斯

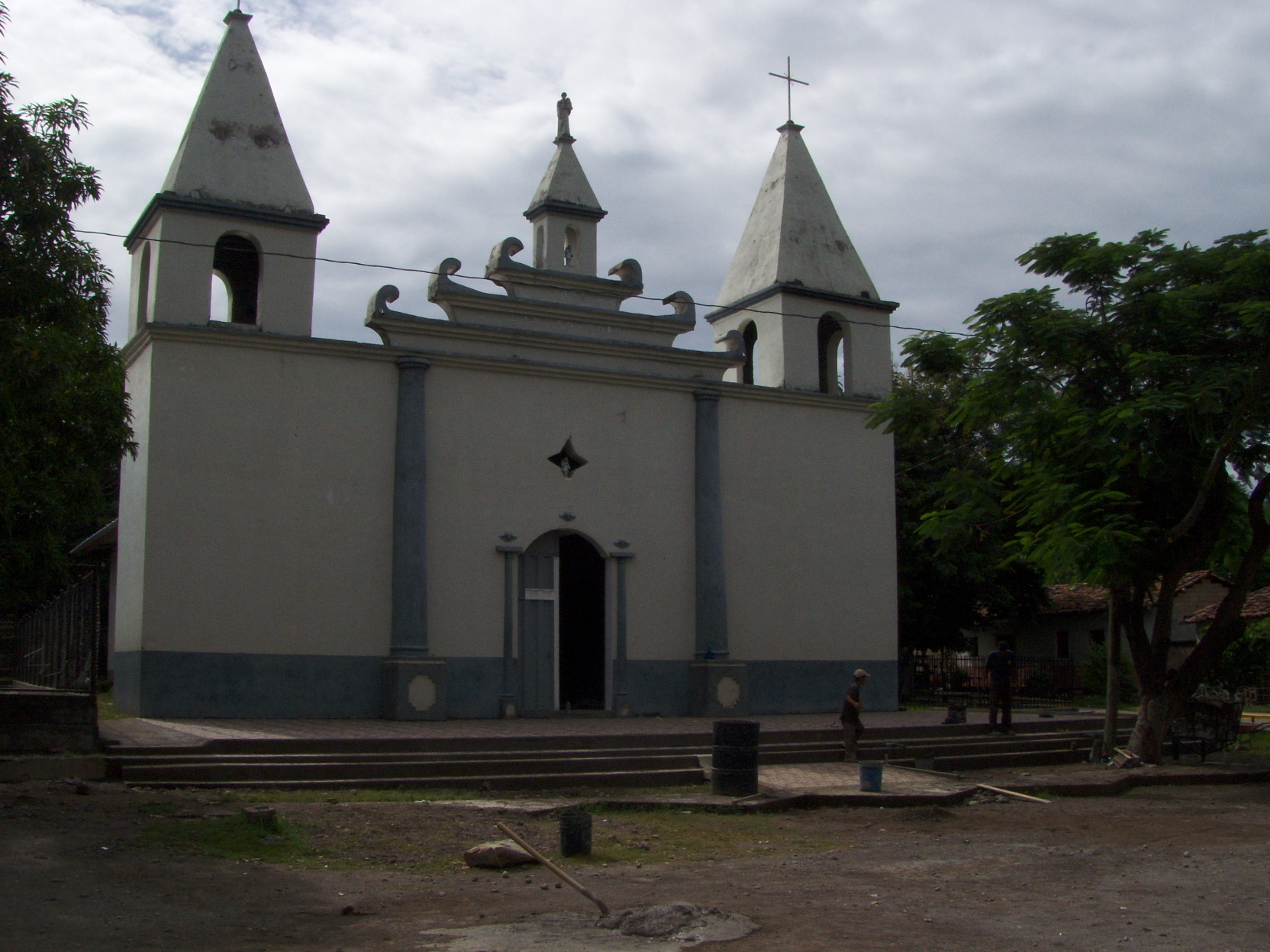
聖安東尼奧德弗洛雷斯的教堂

聖安東尼奧德弗洛雷斯（西班牙語：San Antonio de Flores），是洪都拉斯的城鎮，位於該國南部，由喬盧特卡省負責管轄，面積55.30平方公里，海拔高度98米，2001年人口5,350，人口密度每平方公里96.75人。
13°40′0″N 87°22′0″W / 13.66667°N 87.36667°W